# Ricardo A. Broglia
Ricardo Americo Broglia (Córdoba, 16 settembre 1939 – Milano, 4 ottobre 2022) è stato un fisico argentino naturalizzato italiano.

## Biografia
Ricardo Broglia studiò presso l'Istituto di Fisica dell'Università di Cuyo a Bariloche, in Argentina, conseguendo la laurea nel 1962 e il dottorato nel 1964. Dal 1962 al 1965 lavorò presso l'Università di Buenos Aires. Tra il 1965 e il 1968 svolse attività di ricerca presso il Niels Bohr Institute a Copenaghen. Collaborò con Bohr e Mottelson; era membro dell'istituto quando i due ricevettero il Nobel. Fu membro del Niels Bohr Institute dal 1970 al 1986 e professore onorario dal 1990 al 2005. Nel 2008 venne nominato Professore a contratto.
Lavorò in diversi atenei negli Stati Uniti e in Europa. Dal 1968 al 1970 fu Assistant Professor presso l'Università del Minnesota. Dal 1971 al 1979 ricoprì il ruolo di professore in visita alla Stony Brook University e fu Visiting Scientist presso il Brookhaven National Laboratory. Fino al 1978 collaborò con il Los Alamos National Laboratory. Dal 1980 al 1985 fu Visiting Professor presso l'Università del Tennessee. Nel 1985 fu nominato professore ordinario di fisica all'Università di Milano, dove diresse il gruppo di Fisica Nucleare Teorica.
Broglia si è occupato principalmente di fisica nucleare teorica. I suoi studi hanno riguardato le interazioni tra singole particelle e le eccitazioni collettive nei nuclei, la superfluidità nucleare, i modelli bosonici nei nuclei, i nuclei superdeformati e altamente eccitati, oltre alle reazioni con ioni pesanti. Ha inoltre approfondito la fisica dello stato solido, in particolare i fullereni e i cluster metallici, e la fisica del ripiegamento delle proteine.
Fu co-editore della rivista Nuovo Cimento dal 1985 al 1995.